# Zzap!64
Zzap!64 fue una revista especializada en videojuegos para computadoras fabricadas por Commodore International, en particular para la Commodore 64 (C64). Se publicó en el Reino Unido por Newsfield Publications Ltd y, más adelante, por Europress Impact.
La revista fue lanzada en abril de 1985, con fecha de portada de mayo del mismo año, como publicación hermana de CRASH. Durante gran parte de su existencia, estuvo centrada en la C64, aunque con el tiempo incorporó noticias y reseñas de juegos para Amiga. Al igual que CRASH —orientada al ZX Spectrum—, Zzap!64 logró un seguimiento de culto entre los usuarios de C64, y se hizo conocida tanto por su sentido del humor irreverente como por su amplia y detallada cobertura del entorno C64. Su sistema de reseñas fue innovador para la época: utilizaba los rostros de los propios críticos, ilustrados artísticamente por los dibujantes internos Oli Frey y Mark Kendrick, para reflejar sus reacciones ante los juegos. Con el tiempo, estas ilustraciones evolucionaron hacia caricaturas fijas cuando la revista empezó a dirigirse a un público más joven. Los juegos de alta calidad recibían el distintivo "Gold Medal", un premio que se convirtió en un argumento de venta tanto para grandes como pequeños desarrolladores.
Para 1992, el diseño y el enfoque editorial de la revista habían cambiado de manera tan significativa que la editorial Europress optó por relanzarla. Así, el número 91 de Zzap!64 pasó a ser el número 1 de una nueva revista llamada Commodore Force, que se publicó hasta marzo de 1994.

## Historia
El primer número de Zzap!64, con fecha de portada de mayo de 1985, fue lanzado el 11 de abril de 1985. Su equipo editorial inaugural incluía al editor Chris Anderson, el editor de software Bob Wade, el redactor independiente Steve Cooke (quien se unió tras el cierre de la revista Personal Computer Games), y los críticos Gary Penn y Julian Rignall, quienes obtuvieron sus puestos tras quedar finalistas en una competencia de videojuegos. La redacción se encontraba en Yeovil, a más de 190 kilómetros de la sede de Newsfield en Ludlow; sin embargo, el equipo fue trasladado a Ludlow tres meses después para reducir costos. Anderson y Wade abandonaron la revista al negarse a mudarse. Posteriormente, Anderson fundaría Future Publishing y la conferencia TED.
Con el aumento de la popularidad del Amiga en el Reino Unido, Zzap!64 comenzó a incluir reseñas ocasionales de juegos para esta plataforma. La cobertura del Amiga se convirtió en una sección fija a partir del número 43 (noviembre de 1988), momento en que la revista fue renombrada como Zzap!64 Amiga.
En 1989, la revista enfrentó una controversia cuando tres de sus cuatro críticos —Gordon Houghton, Kati Hamza y Maff Evans— fueron despedidos y reemplazados durante la producción del número 50 (junio de 1989). El único que permaneció fue Paul Rand, quien llevaba apenas dos meses en la redacción. El editorial de ese número no hizo mención alguna del incidente, y el contenido incluía textos de los tres críticos despedidos sin explicar su salida.
El número 74 (junio de 1991) marcó el fin de la cobertura del Amiga (la palabra "Amiga" ya había sido eliminada del título en 1990), y la revista volvió a centrarse exclusivamente en la Commodore 64. Cuatro meses después, la editorial Newsfield se declaró en bancarrota y la publicación se suspendió durante un mes. La revista fue retomada por Europress Impact —una filial de Europress fundada por Roger Kean, Oliver Frey y Jonathan Rignall— a partir del número 79 (diciembre de 1991).
El número 90 (noviembre de 1992) fue el último número oficial de Zzap!64. A partir del mes siguiente, la revista fue reemplazada por Commodore Force.

### En Italia
La edición italiana de la revista, titulada simplemente Zzap! y autorizada por el editor original, no se limitaba a los juegos para Commodore 64, sino que también incluía reseñas de títulos para otras computadoras de 8 bits como el ZX Spectrum, MSX, Amstrad CPC  y los sistemas Atari de 8 bits. Aproximadamente el 80 % del contenido era traducido, mientras que el resto se producía localmente en Italia. Desde el número 1 (mayo de 1986) hasta el número 73 (diciembre de 1992), la revista se publicó como una edición independiente; a partir del número 74 (enero de 1993), pasó a ser un suplemento de la versión italiana de The Games Machine, hasta su cese definitivo en diciembre de 1993.
Entre 1996 y 1999, Zzap! resurgió como una revista digital, en forma de sitio web dedicado a los videojuegos para PC. Conservaba el estilo característico de la revista original, con una “portada” distinta cada mes y una sección de correo de lectores, además de reseñas escritas con el mismo tono y formato.
En 2002, se publicó un número especial, el “número 85”, en formato PDF, dedicado a juegos recientemente lanzados para sistemas de 8 bits.
En 2021, la Asociación Cultural Airons, con sede en Vigevano, retomó la publicación de una nueva versión de Zzap!, fundada por un grupo de antiguos redactores. Esta nueva etapa se publica de forma aperiódica y se distribuye exclusivamente por correo a los miembros de la asociación. Su enfoque está centrado en el retrogaming y en los nuevos juegos desarrollados para sistemas de 8 y 16 bits, creados por entusiastas y pequeñas desarrolladoras independientes.

## Emisiones conmemorativas
En marzo de 2002, se publicó digitalmente en formato PDF un número especial de Zzap!64, el "número 107", que más tarde tuvo una tirada impresa limitada de 200 copias. Originalmente concebido como un proyecto de fans a partir de una sugerencia del periodista Cameron Davis en un foro de discusión sobre Zzap!64, varios excolaboradores de Newsfield se sumaron voluntariamente a la iniciativa, entre ellos los exeditores Gordon Houghton, Robin Hogg y Paul Glancey.
Este número especial reflejaba la vigencia del Commodore 64 en el siglo XXI como plataforma para entusiastas del retrogaming y aficionados, con la mayoría de las reseñas centradas en juegos recientes para C64. El diseño de la revista se inspiró en la "época clásica" de Zzap!64, y la portada se basó en una ilustración del antiguo artista de Newsfield Oli Frey, modificada significativamente por el diseñador Craig Grannell.
En julio de 2005, se lanzó otro número especial para conmemorar el vigésimo aniversario de la revista. Titulado The Def Tribute to Zzap!64, fue impreso profesionalmente y distribuido junto con el número 18 de la revista Retro Gamer. Aunque su diseño era más retrospectivo y conmemorativo que el del número 107, incluía una gran cantidad de contenido nuevo, como un prólogo y artículos escritos por el exdirector de Newsfield y editor de Zzap!64, Roger Kean, así como material inédito de los exeditores Gary Penn y Chris Anderson. La portada y el desplegable central presentaban ilustraciones poco conocidas de Oli Frey, anteriores a su etapa en Newsfield.
La editorial Fusion Retro Books obtuvo la licencia para utilizar las marcas registradas ZZAP! y Crash de parte de Future Publishing, y comenzó a publicar una serie de anuales financiados mediante Kickstarter, lanzados a tiempo para la temporada navideña. Roger Kean participó en la edición y compilación de estos volúmenes junto a Chris Wilkins, y hasta 2022 las ediciones incluyeron portadas nuevas encargadas especialmente a Oli Frey.
Posteriormente, Fusion Retro Books negoció la transferencia de las marcas restantes de Newsfield para su uso futuro.
Desde marzo de 2021, Zzap!64 volvió a publicarse como una revista bimestral de 66 páginas en formato A5, disponible mediante suscripción a través de Patreon. Esta nueva etapa está editada por Fusion Retro Books y cuenta con la participación del redactor original Robin Hogg en el equipo de reseñas, así como del artista Simon Butler, quien colabora con la sección fija Gallery, dedicada al arte gráfico. La sección The Technical Bit In The Middle ahora se enfoca en hardware moderno y otras mejoras para el C64, incluyendo una sección regular dedicada al MEGA65.

## Personal
- Chris Anderson[7]
- Bob Wade[7]
- Roger Kean[7]
- Gary Penn[4]
- Julian Rignall[4]
- Gary Liddon[7]
- Sean Masterson[7]
- Steve Jarratt[25]
- Dan Gilbert[26]
- Paul Glancey[4]
- Matthew "Maff" Evans[4]
- Kati Hamza[4]
- Robin Hogg[27]
- Mark Caswell[15]
- Carl Rowley[28]
- Gordon Houghton[29]
- Ciarán Brennan
- Richard Eddy[7]
- Lucy Hickman[7]
- Stuart Wynne[7]
- "Footy" Phil King[25]
- Steve Shields[7]
- Dominic Handy (aka Paul Sumner)[7]
- Warren Lapworth[25]
- Paul Rand[4]
- Nik Wild[30]
- Massimo Valducci[31]

|}

## Columnistas
- Jeff Minter[32] - Se fue temprano, en desacuerdo con la mala crítica de su juego Mama Llama, pero regresó para escribir un diario de la producción de Iridis Alpha.[33]
- Andrew Braybrook - Escribió diarios sobre la producción de sus juegos Paradroid[33] y Morpheus, titulados Mental Procreation [34]
- Martin Walker - siguiendo el ejemplo de su juego Citadel, titulado Walker's Way[35]
- Apex Computer Productions - los hermanos Rowlands, John y Steve, hacen lo mismo con su juego Creatures[36]